# アテネ・フランス学院
座標: 北緯37度58分56秒 東経23度44分16秒 / 北緯37.9822度 東経23.7378度

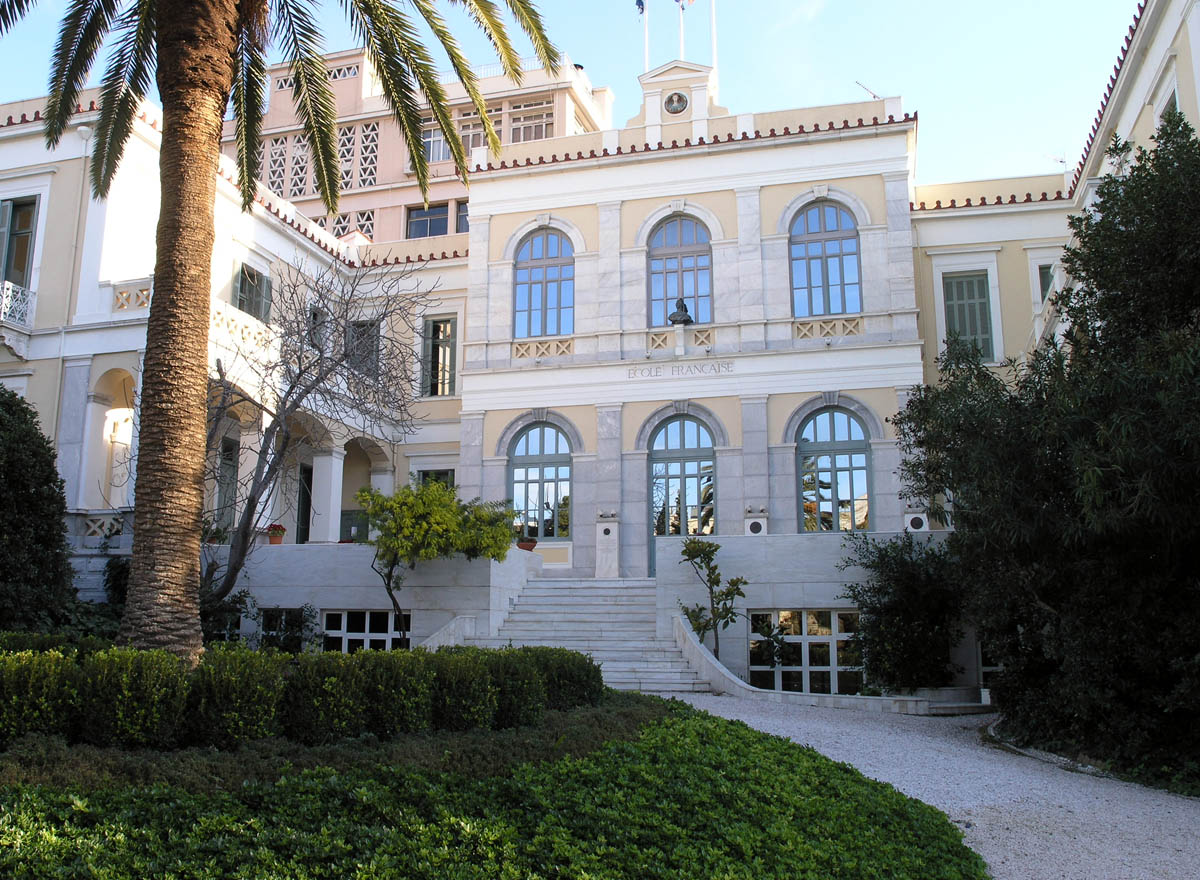
アテネ・フランス学院、本館正面

アテネ・フランス学院（フランス語: l’École française d’Athènes, EfA、ギリシア語: Γαλλική Σχολή Αθηνών）、別名、アテネ考古学フランス学院（フランス語: l’École française d’archéologie d’Athènes）は、ギリシャのアテネ（ディドロ通り6番地 (6, rue Didotou)）に所在する、古代ギリシアの言語、歴史、考古学研究の推進を目的とした、フランスの大学機関。

## 位置づけ
1846年に、7月王政下のフランスにおける親ギリシア主義と東方への関心から創設された学院である。19世紀末には、デロス島やデルポイなどの大規模な考古学的発掘事業を担った。
今日でも、アテネ・フランス学院は、service archéologique grec と並ぶ考古学研究と遺跡保全の担い手として、ギリシャのデロス島、デルポイ、タソス島、マリア (Malia)、アルゴス、ピリッポイ、ディキリタシュ (Dikili Tash) や、キプロスのアマトゥス (Amathus) などで活動している。
この分野におけるもっとも権威ある研究機関として、アテネ・フランス学院は、古代ギリシアの遺物の再生と保全に貢献している。
創設時から今日まで、学院の研究員は、単年度契約で、3回まで更新ができる（通算で4年在籍できる）という条件で、厳選の上で採用され、歴史のもたらす面倒な事態（第一次・第二次世界大戦、軍事政権）や、マスツーリズムの発達に対処する務めに就いている。
アテネ・フランス学院は、1985年9月26日付の法令第85 - 1068 によって、科学、文化、職業に関わる公共団体としての地位を公認されている。
2011年9月以来、学院長を務めているのは、アレクサンドル・ファルノー (Alexandre Farnoux) である。

## おもな在籍者
おもな在籍経験者と着任年は次の通りである

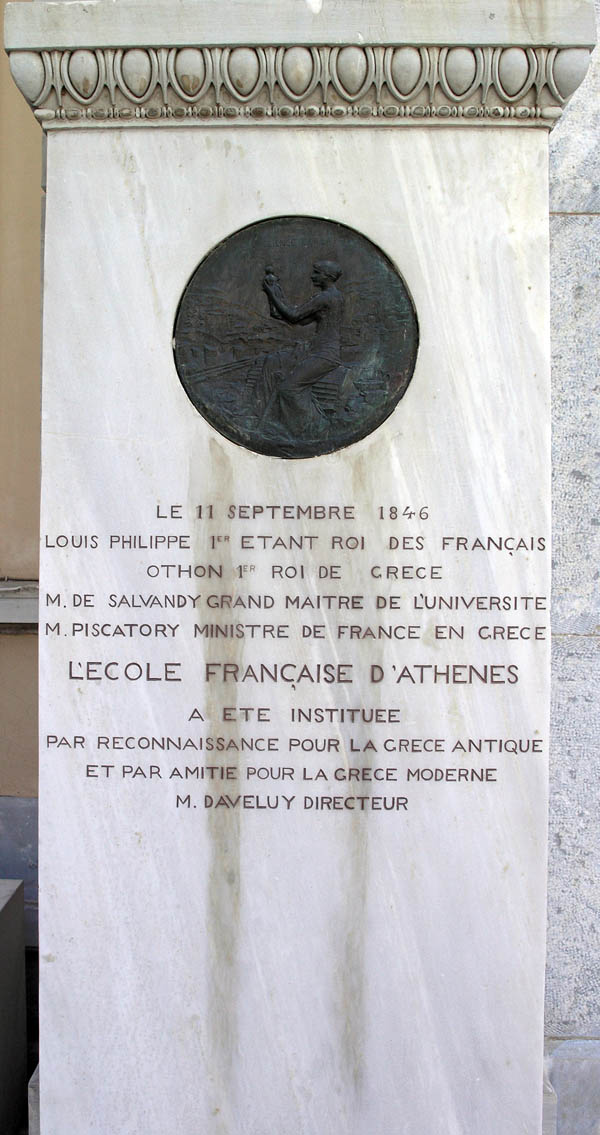
1846年のアテネ・フランス学院の創設を記念した石碑。ブロンズはオスカル・ロティ (Oscar Roty) の作品。

- エミール＝ルイ・バーノフ (Émile-Louis Burnouf) - 1846年
- ルイ・ラクロワ (Louis Lacroix) - 1846年
- シャルル・レベク (Charles Lévêque) - 1846年
- ジュール・ジラール (Jules Girard) - 1848年
- アレクサンドル・ベルトラン (Alexandre Bertrand) - 1849年
- シャルル・エルネスト・ブレ (Charles Ernest Beulé) - 1849年
- アルフレッド・メジエール (Alfred Mézières) - 1849年
- エドモン・アブ (Edmond About) - 1851年
- ジョゼ＝ダニエル・ギニョー (Joseph-Daniel Guigniaut) - 1851年
- ヴィクトル・ゲラン (Victor Guérin) - 1852年
- ヌマ・ドニ・フュステル・ド・クーランジュ - 1853年
- レオン・ユーゼ (Léon Heuzey) - 1854年
- ジョルジュ・ペロー (Georges Perrot) - 1855年
- ポール・フーカー (Paul Foucart) - 1859年
- エミール・ゲパール (Émile Gebhart) - 1861年
- ルイ・プティ・ド・ジュレヴィル (Louis Petit de Julleville) - 1863年
- ポール・ヴィダル・ド・ラ・ブラーシュ - 1867年
- クロード＝アンリ・ゴルセイ (Claude-Henri Gorceix) - 1869年
- シャルル・バイエ (Charles Bayet) - 1873年
- グスタフ・ブロック (Gustave Bloch) - 1873年
- テオフィル・オモル (Théophile Homolle) - 1874年
- オトン・リーマン (Othon Riemann) - 1874年
- エドモン・ポティエ (Edmond Pottier) - 1877年
- サロモン・レナック (Salomon Reinach) - 1879年
- モーリス・オロー (Maurice Holleaux) - 1882年
- ピエール・パリ (Pierre Paris) - 1882年
- シャルル・ディール (Charles Diehl) - 1883年
- ガストン・デュシャン (Gaston Deschamps) - 1885年
- グスタフ・フージュレ (Gustave Fougères) - 1885年
- ヴィクトール・ベラール (Victor Bérard) - 1887年
- ポール・ジャモ (Paul Jamot) - 1887年
- エデュアール・アーデロン (Édouard Ardaillon) - 1891年
- ガブリエル・ミレ (Gabriel Millet) - 1891年
- グスタフ・ルフェーヴル (Gustave Lefebvre) - 1901年
- ジョルジュ＝グスタフ・トゥードゥーズ (Georges-Gustave Toudouze) - 1901年
- ウジェーヌ・カヴェニャック (Eugène Cavaignac) - 1903年
- ジャン・アッフェルト (Jean Hatzfeld) - 1907年
- シャルル・ドゥガ (Charles Dugas) - 1908年
- シャルル・ピカール (Charles Picard) - 1909年
- アンドレ・ブーランジェ (André Boulanger) - 1912年
- モーリス・ラクロワ (Maurice Lacroix) - 1915年
- ジャン・シャルボノー (Jean Charbonneaux) - 1921年
- アンドレ＝ジャン・フェストゥジェ (André-Jean Festugière) - 1921年
- フェルナン・シャプティエ (Fernand Chapouthier) - 1922年
- アンリ・セイリグ (Henri Seyrig) - 1922年
- ロベール・フラセリエール (Robert Flacelière) - 1925年
- ピエール・ドゥマーニェ (Pierre Demargne) - 1926年
- ルイ・ロベール (Louis Robert) - 1927年
- ポール・ルメール (Paul Lemerle) - 1931年
- ジャン・ブスケ (Jean Bousquet) - 1936年
- ピエール・アマンドリ (Pierre Amandry) - 1937年
- ロラン・マルタン (Roland Martin) - 1938年
- アンリ・メッジェ (Henri Metzger) - 1938年
- フランソワ・シャモー (François Chamoux) - 1942年
- ジャン・プイロー (Jean Pouilloux) - 1945年
- ジョルジュ・ルー (Georges Roux) - 1948年
- ジョルジュ・ル・リデ (Georges Le Rider) - 1952年
- クロード・ロレー (Claude Rolley) - 1961年
- エドモン・レヴィ (Edmond Lévy) - 1963年
- フランシス・クロワッサン (Francis Croissant) - 1964年
- オリヴィエ・ピカール (Olivier Picard) - 1966年
- アラン・パスキエ (Alain Pasquier) - 1971年
- ミシェル・デビドゥ (Michel Debidour) - 1972年
- ジャン＝イヴ・アンプルール (Jean-Yves Empereur) - 1978年
- ドミニク・ミュリエ (Dominique Mulliez) - 1979年
- フランソワ・ケイエル (François Queyrel) - 1981年
- マリー＝ドミニク・ネナ (Marie-Dominique Nenna) - 1987年
- ジャン＝リュック・マーティネ (Jean-Luc Martinez) - 1993年
- フランシス・プロスト (Francis Prost) - 1994年